# Le Vélocipède illustré
Le Vélocipède Illustré est un bimensuel français dans sa première période de publication français spécialisé dans le cyclisme, fondé en 1869 par Richard Lesclide dit « Le Grand Jacques », et disparu vers 1901. 
Édité à Paris, il fut fondé par Richard Lesclide, pionnier du journalisme sportif et futur secrétaire de Victor Hugo. Son premier numéro date du 1er avril 1869, soit un mois à peine après l'apparition, le 1er mars précédent, du tout premier journal consacré au cyclisme, Le Vélocipède, fondé à Voiron par A. Favre, fabricant de vélocipèdes et géré par L. Fillet, mais qui cesse sa parution dès le 15 mai.
Cette publication disparaît en 1872, et reparaît en 1890.

## Périodes de publication

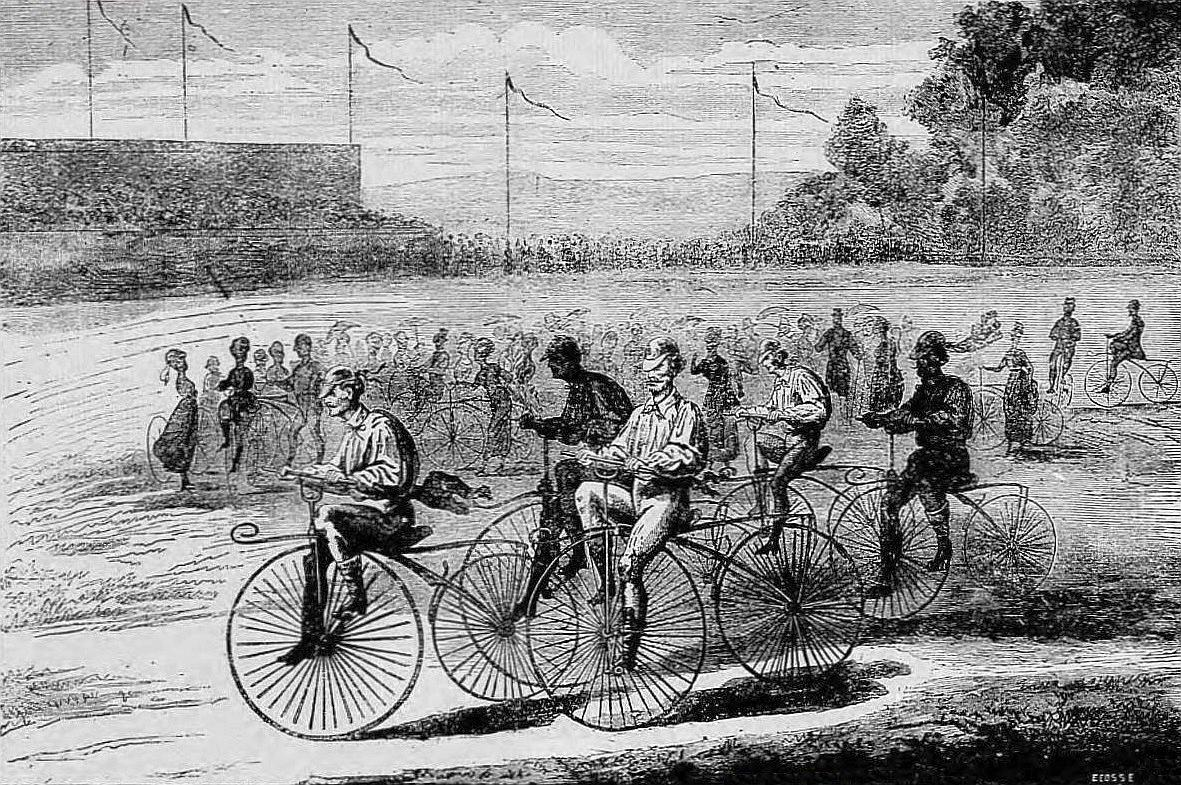
Une course française de vélocipèdes en 1869 (dessin de la revue).

Lancée le 1er avril 1869, à un rythme hebdomadaire puis bi-hebdomadaire, du 3 juin 1869 au 4 septembre 1870, la revue reparaît sous le titre « La Vitesse » du 16 juillet au 27 août 1871 puis du 2 mai au 24 octobre 1872 sous l'en-tête initial de Vélocipède illustré. 
Elle reparaît en 1890, sous l'égide de son fondateur âgé de 67 ans, Richard Lesclide, sa femme Juana Richard Lesclide en est rédacteur en chef sous le pseudonyme de « Jean de Champeaux », et en prendra la direction à la mort de son mari en 1892.
Paul Faussier, journaliste sportif, membre de la Société vélocipédique métropolitaine et qui organisa la première course de « voitures sans chevaux » le 28 avril 1887 entre Neuilly et Versailles en deviendra le rédacteur en chef.
Elle cessera de paraître vers 1901.

## Contenu
Le périodique de 4 pages au grand format est en majorité consacré à la vélocipédie sous tous ses aspects, circulation, voyages, courses et innovations. 
Il comprend, par ailleurs, des rubriques sur les spectacles et des articles scientifiques n’ayant qu’un rapport lointain avec la vélocipédie, par exemple sur les moteurs électriques.
Nous suivons l’évolution technique très rapide du vélocipède primitif de 1868 à roues en bois cerclées de fer au véloce (diminutif courant)  de 1870 aux roues à rayons métalliques en tension à bandages en caoutchouc et le foisonnement d’inventions.
Le tour du monde à vélocipède publié en feuilleton est un récit,  quelque peu délirant, de Richard Lesclide qui nous emmène de Paris à la Sibérie jusqu’au Kamtchatka.  
Des publicités de constructeurs de vélocipèdes et d’accessoires (roues, bandages en caoutchouc, compteurs, lanternes) figurent en dernière page. 
Le Vélocipède Illustré organisa notamment la première course cycliste ville à ville de l'histoire : le fameux Paris-Rouen du 7 novembre 1869.
En 1871 et 1872, l’élan était brisé : le journal avait perdu ses correspondants étrangers et une partie de ses abonnés tués au combat ou éloignés de la vélocipédie par les circonstances.  La disparition d’une partie des constructeurs entraîna le déclin de la publicité.  

## Choix de unes

Couvertures des premiers numéros du 1er avril 1869 et du 6 avril 1890, ainsi que de ceux du 16 juillet 1870 et du 1er juillet 1901
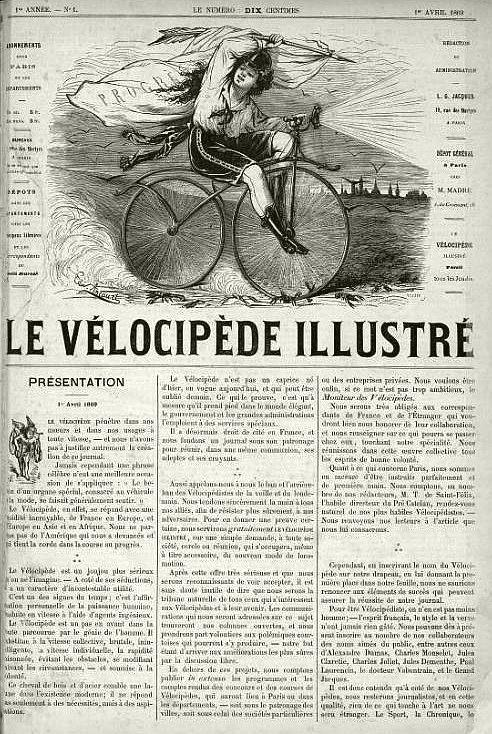
Le vélocipède illustré n°1, 1er avril 1869.
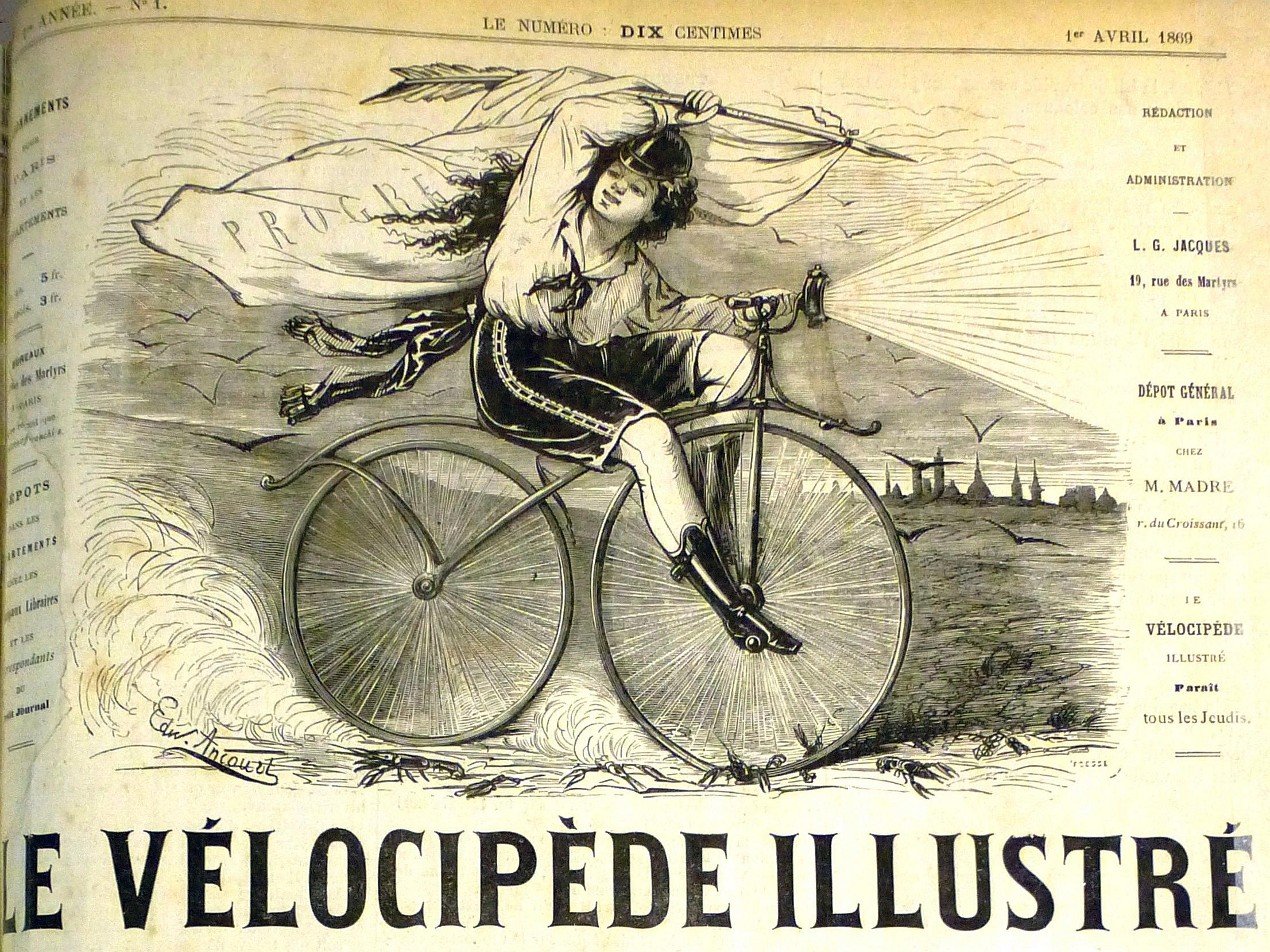
Détails graphiques du premier numéro.
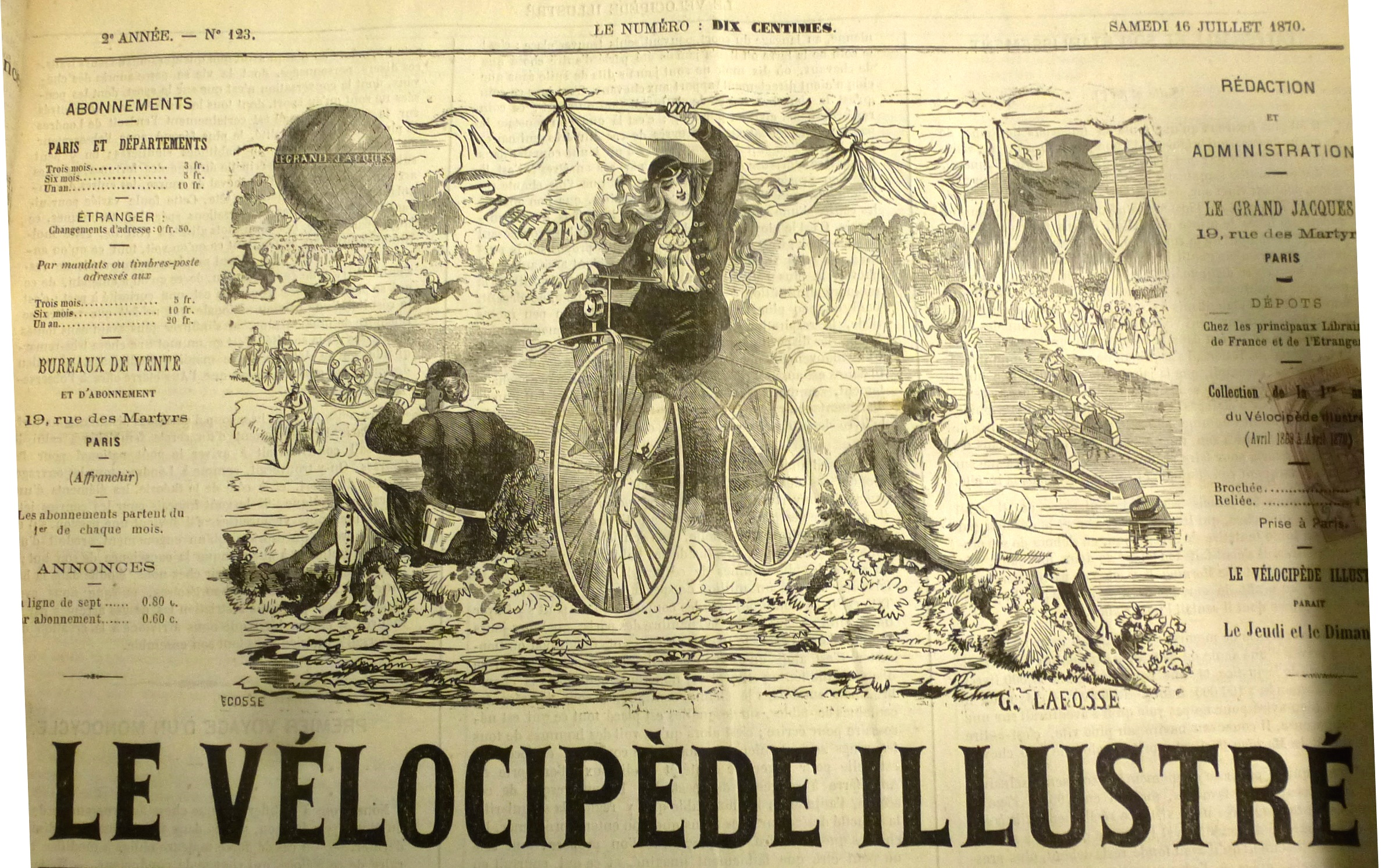
Le vélocipède illustré du 16 juillet 1870.
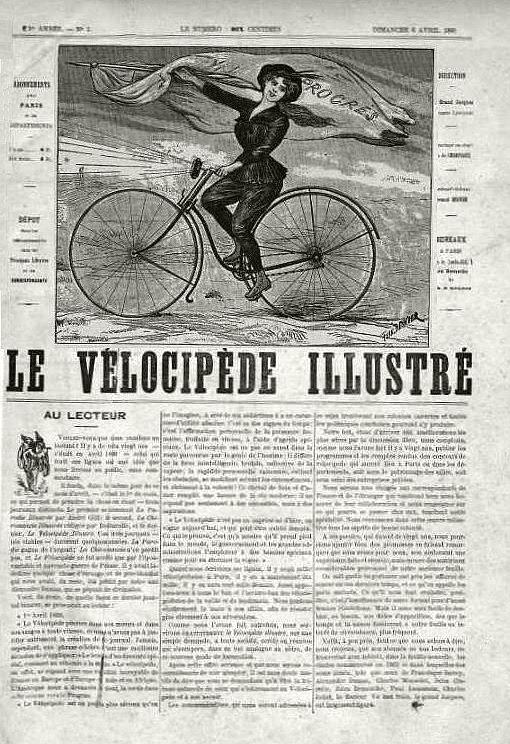
Le Vélocipède illustré n°1, 6 avril 1890, l'un des successeurs homonymes du bimensuel de 1869-1872.
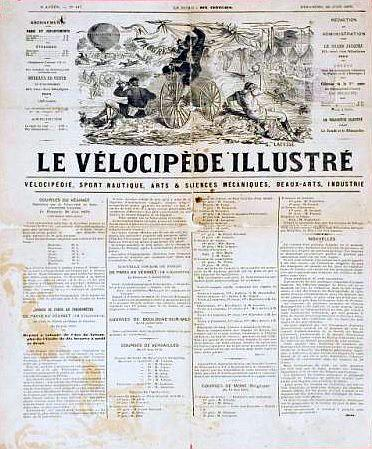
Une du 1er juillet 1901 du Vélocipède illustré, autre successeur homonyme.